# Улица Острякова (Москва)
Улица Остряко́ва  — улица в Хорошёвском районе Северного административного округа города Москвы.

## Расположение
Улица Острякова начинается на площади Академика Кутафина у пересечения улицы Викторенко и Ленинградского проспекта, идёт на запад и заканчивается тупиком около Чапаевского парка.

## История

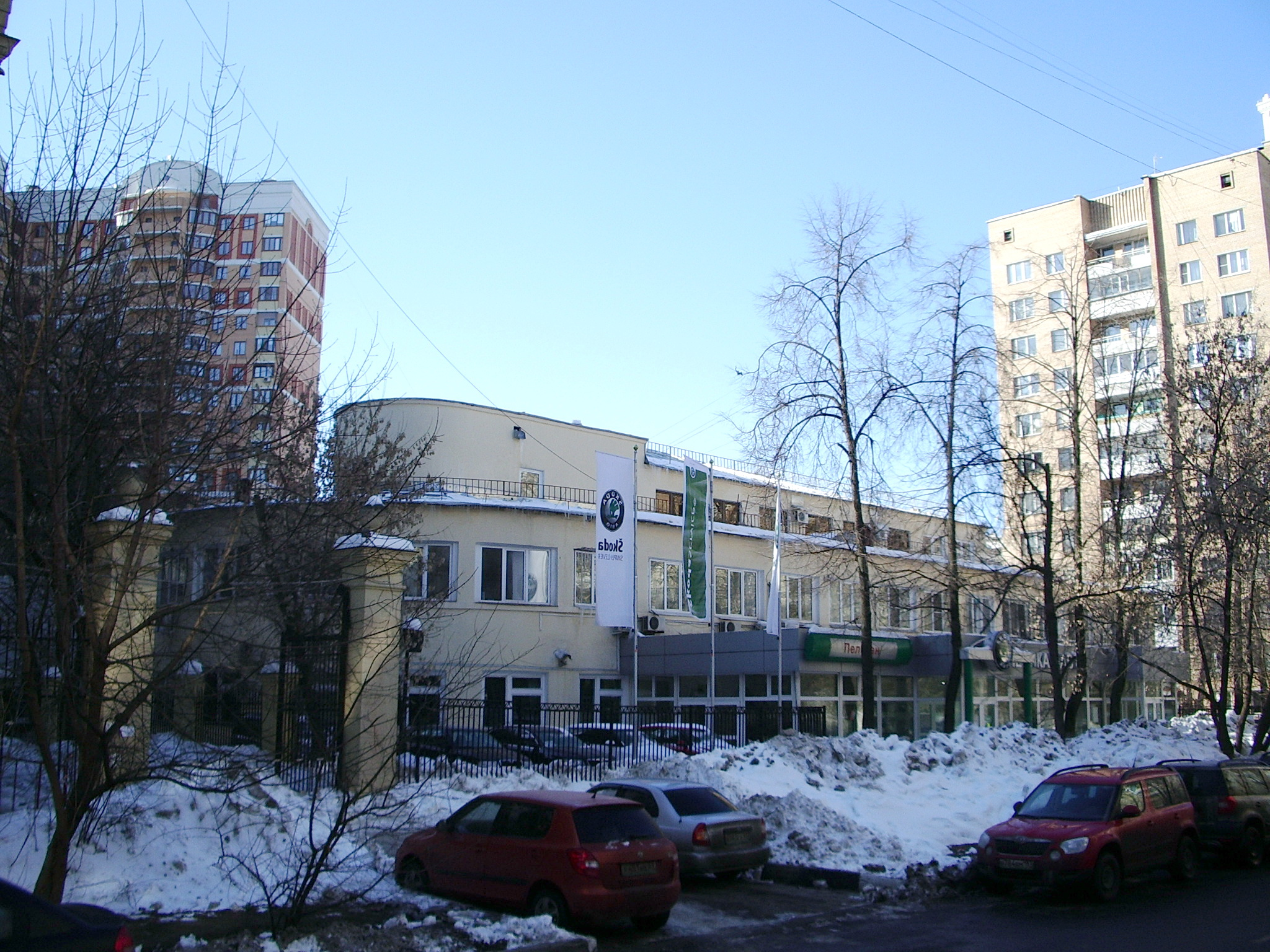
Улица Острякова, дом 3

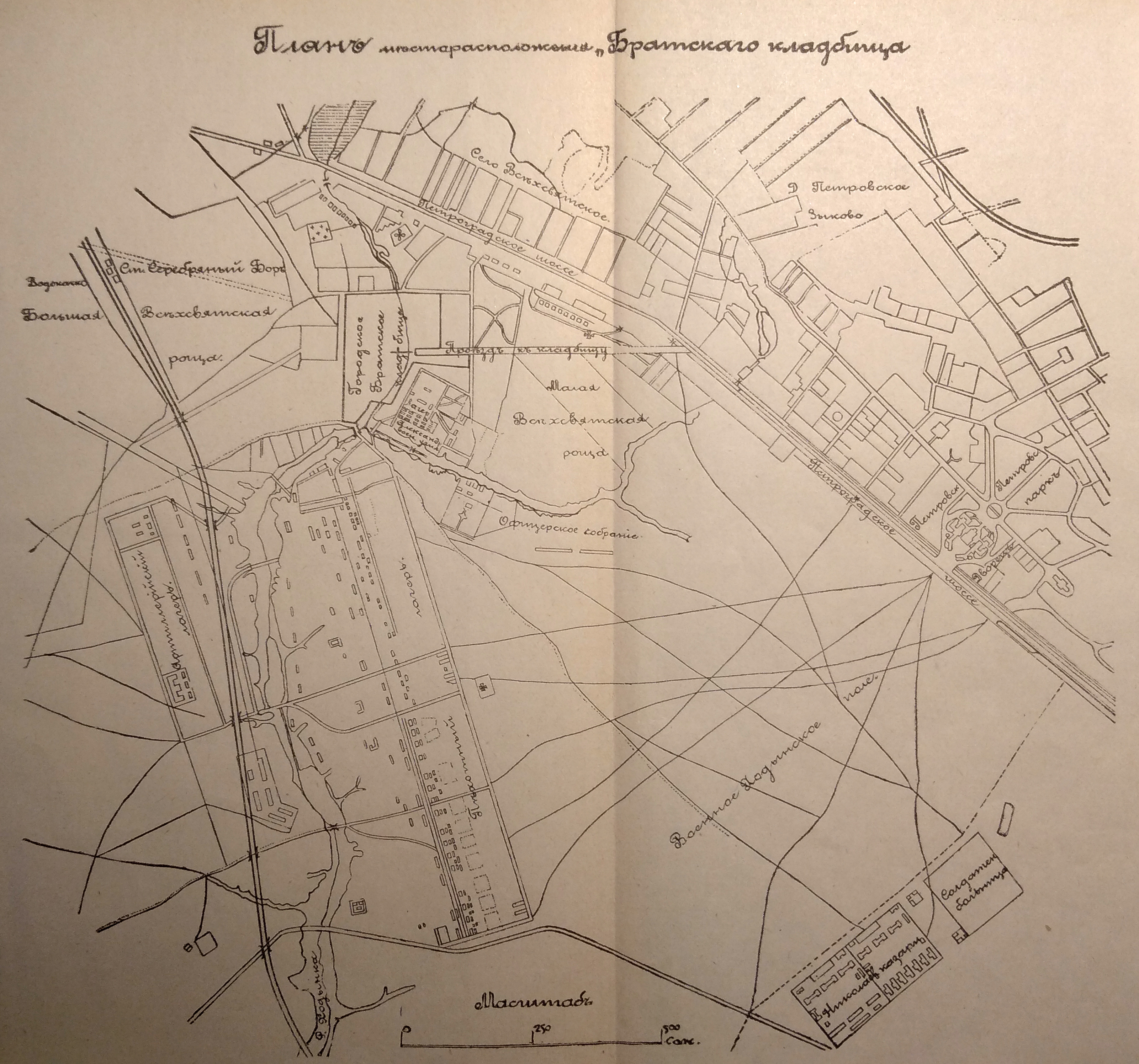
План местоположения Братского кладбища. Будущая улица Острякова обозначена как проезд к кладбищу

Фактически эта улица образовалась ещё в конце XIX века. Она представляла собой дорогу, проходившую вдоль южной границы территории Александровского убежища для инвалидов Русско-турецкой войны 1877—1878 годов. С юга от дороги находилась Малая Всехсвятская роща.
В 1915 году неподалёку в селе Всехсвятском было открыто Московское городское Братское кладбище для жертв Первой мировой войны. Тогда будущая улица Острякова соединила кладбище с Петроградским шоссе; она включала в себя и современную улицу Луиджи Лонго.
К 1930-м годам проезд к Братскому кладбищу был разделён на две части территорией парка. Восточная часть проезда получила статус улицы в 1956 году, когда в районе шла массовая жилищная застройка. Улица получила название 2-й проезд Аэропорта по расположенному поблизости Центральному аэродрому имени Фрунзе. В 1965 году переименована в улицу Острякова в честь Героя Советского Союза Николая Алексеевича Острякова, погибшего при обороне Севастополя.

## Примечательные здания и сооружения
- № 3 — Корпус института инвалидов (1929—1930, архитектор М. Я. Гинзбург). Трёхэтажное здание построено в стиле русского авангарда. Дом имеет форму трапеции с закруглённым завершением. Последний этаж напоминает корабельную рубку[2][3]. Здание является заявленным объектом культурного наследия[4]. Сейчас в здании находится автосалон и банк.
- № 6 — жилой дом. Здесь в 1954—1966 годах жил экономист С. С. Шаталин[5]
- № 7 — школа № 1287, корпус № 2 (бывшая школа № 704). Пятиэтажное здание построено по типовому проекту Л. А. Степановой. Пристройка сооружена по проекту мастерской № 18 управления «Моспроект-1» (руководитель Ю. Н. Коновалов)[6].
- № 8 — жилой дом 1952 года постройки. Изначальная нумерация: Ленинградское шоссе, дом 65/73. На момент постройки в доме было 133 квартиры: 56 трёхкомнатных, 51 двухкомнатная и 26 однокомнатных. В доме был оборудован детский сад на 75 мест[7]. Здесь в 1952—1971 годах жил конструктор М. К. Янгель[8].
- № 11 — жилой дом. Здесь в 1974—1983 годах жил Герой Советского Союза С. Н. Соколов (мемориальная доска)[9][10].